# Pseudophyx pratti
Pseudophyx pratti là một loài bướm đêm trong họ Noctuidae.